# Pheidologeton pungens
Pheidologeton pungens is een mierensoort uit de onderfamilie van de Myrmicinae. De wetenschappelijke naam van de soort is voor het eerst geldig gepubliceerd in 1861 door Smith, F..